# Molycria quadricauda
Molycria quadricauda là một loài nhện trong họ Gnaphosidae.
Loài này thuộc chi Molycria. Molycria quadricauda được Eugène Simon miêu tả năm 1908.